# Лехница
Лехница (словац. Lechnica) — село и одноимённая община в районе Кежмарок Прешовского края Словакии. В письменных источниках начинает упоминаться с 1319 года.

## География
Село расположено в западной части края, в пределах горного массива Спишска-Магура, в долине ручья Гавка, вблизи государственной границы с Польшей, при автодороге 3113. Абсолютная высота — 486 метров над уровнем моря. Площадь муниципалитета составляет 12,43 км².

## Население
| Год:                | 1994 | 2004    | 2014     | 2024    |
| ------------------- | ---- | ------- | -------- | ------- |
| Количество человек: | 287  | 315     | 266      | 263     |
| Разница:            |      | +9,75 % | −15,55 % | −1,12 % |

По данным последней официальной переписи 2011 года, численность населения Лехницы составляла 271 человек.
Национальный состав населения (по данным переписи населения 2011 года):
| Национальность | Численность, человек |
| -------------- | -------------------- |
| словаки        | 265                  |
| поляки         | 2                    |
| чехи           | 2                    |
| немцы          | 1                    |
| не указана     | 10                   |